# Micromastax longivalva
Micromastax longivalva är en insektsart som beskrevs av Marius Descamps och Wintrebert 1965. Micromastax longivalva ingår i släktet Micromastax och familjen Euschmidtiidae. Inga underarter finns listade i Catalogue of Life.